# Sluiterina flabellorhynchum
Sluiterina flabellorhynchum är en djurart som tillhör fylumet skedmaskar, och som beskrevs av Murina, V.V. 1976. Sluiterina flabellorhynchum ingår i släktet Sluiterina och familjen Bonelliidae. Inga underarter finns listade i Catalogue of Life.